# Claude Joachim Ignace Clermont
Claude Joachim Ignace Clermont est un homme politique français né le 26 octobre 1732 à Salins-les-Bains (Jura) et décédé le 12 juillet 1794 à Paris.
Avocat et maire de Salins-les-Bains, il est député du Jura de 1791 à 1792. Proche des fédéralistes, il est arrêté et condamné à mort le 22 messidor an II.

## Sources
- « Claude Joachim Ignace Clermont », dans Adolphe Robert et Gaston Cougny, Dictionnaire des parlementaires français, Edgar Bourloton, 1889-1891 [détail de l’édition]